# HD 114113
HD 114113 (g Virginis) é uma estrela na direção da Virgo. Possui uma ascensão reta de 13h 08m 32.49s e uma declinação de −08° 59′ 03.2″. Sua magnitude aparente é igual a 5.57. Considerando sua distância de 371 anos-luz em relação à Terra, sua magnitude absoluta é igual a 0.29. Pertence à classe espectral K3III.